# Marco Seita
Marco Seita ist ein ehemaliger deutscher Basketballspieler. Er spielte für den TV Langen in der Basketball-Bundesliga.

## Laufbahn
Im Sommer 1977 nahm Seita mit der bundesdeutschen Kadettennationalmannschaft an der Europameisterschaft in Frankreich teil. Mit durchschnittlich 11,4 pro Spiel erzielten Punkten war er im Turnierverlauf zweitbester Werfer der deutschen Mannschaft.
1989 wechselte der Aufbauspieler aus Ober-Ramstadt zum TV 1862 Langen in die Basketball-Bundesliga.
Seita absolvierte ein Medizinstudium und wurde Orthopäde, er ließ sich als Arzt auf Mallorca nieder.
2012 nahm er mit der deutschen Senioren-Nationalmannschaft an der FIMBA-Europameisterschaft in Litauen teil.